# Google Duo
Google Duo — видеочат, разработанный компанией Google. Сервис доступен на платформах Android и iOS, а также в браузере. Duo был анонсирован на презентации Google I/O 18 мая 2016 года наряду с Google Allo — приложением для мгновенного обмена текстовыми сообщениями и изображениями. Duo был запущен в США 16 августа 2016 года и во всем мире несколько дней спустя. При регистрации приложение привязывается к телефонному номеру пользователя.
С 1 декабря 2016 года Google Duo является обязательным приложением для установки на Android-смартфоны.

## Особенности
- HD-видео в 720p.
- Простой и понятный интерфейс.
- Приложение оптимизирует WebRTC и использует QUIC. Поэтому приложение может работать даже при слабом интернете. Также оптимизация дополнительно достигается за счет понижения качества видео.
- Функция «Тук-тук» (англ. Knock Knock) — позволяет пользователю видеть, кто ему звонит, до того, как он поднимет трубку. Эту функцию можно отключить в настройках.
- Экономия мобильного трафика. Если нет возможности подключиться к сети Wi-Fi, Duo автоматически снизит скорость передачи мобильных данных до 1 Мбит/сек.
- Использование телефонных номеров, чтобы позволить пользователям Duo легко приглашать туда людей из своих списка контактов.
- Автоматическое переключение между Wi-Fi и передачей мобильных данных.
- Групповые звонки до 32 человек.
- Отправка видеосообщений.
- Заявлено сквозное шифрование для конфиденциальности вызовов как при общении только с одним пользователем, так и во время группового вызова[3].